# 認知革命
認知革命（にんちかくめい、英: cognitive revolution）は、認知科学と呼ばれる諸学問を生み出した、1950年代に始まった知的運動の総称。学際的な連携と研究が大規模に進行する現代的文脈の中で始まった動きである。中心となった学問領域には心理学、人類学、言語学があり、当時生まれたばかりの人工知能研究、計算機科学、神経科学のアプローチが用いられた。
認知心理学で鍵となったのは、人工知能と計算機科学で成功した機能を研究し発展させることで、人間の心的プロセスについて検証可能な推論を立てることができる、という考えだった。この手法はリバースエンジニアリングと呼ばれている。
認知革命に火をつける上で重要な役割を果たした文献には次のものがある。ジョージ・ミラーの論文で、『サイコロジカル・レビュー（Psychological Review）』（1956年）に掲載された「マジカルナンバー7プラスマイナス2（The Magical Number Seven, Plus or Minus Two）」（これは心理学において最も頻繁に引用される文献の一つである）、ドナルド ブロードベントの著作『知覚とコミュニケーション（Perception and Communication）』（1958年）、ノーム・チョムスキーの書評論文「スキナー『言語的行動』の書評（Review of Verbal Behavior, by B.F. Skinner）」（1959年）、ニューウェル、ショー、サイモン「人間の問題解決についての理論の諸要素（Elements of a Theory of Human Problem Solving）」。中でも、ウルリック・ナイサーの著書『認知心理学（Cognitive Psychology）』（1967年）の出版が画期的な出来事であった。1960年代以降、ハーバード大学の認知研究センターとカリフォルニア大学サンディエゴ校の人間情報処理センターが認知科学の発展において大きな影響力を持つようになった。
1970年代初期までに、認知革命運動はそれまで心理学のパラダイムだった行動主義を「打ち負かした」という論者もおり、1980年代初期までに認知科学的アプローチは心理学に関連するほとんどの研究領域において支配的な手法となった。

## 認知革命の柱となる5つの主張
スティーブン・ピンカーは著書『人間の本性を考える（The Blank Slate）』（2002年）において、認知革命の中心となる主張を以下の5つにまとめている。
1. 心的世界は、情報、計算、フィードバックという概念によって物理的世界に位置づけることができる。[12]
2. 心は空白の石版ではありえない。なぜなら空白の石版は何もしないからである。[13]
3. 無限の幅を持つ行動は、心のプログラムの有限の組み合わせによって生み出されうる。[14]
4. 基盤となる心的メカニズムは普遍的である一方で、それを覆う表層部分は文化によって異なりうる。[15]
5. 心は多くの相互作用する部分から構成される複雑なシステムである。[16]

## 歴史的背景

### 行動主義への応答
心理学における認知革命は認知心理学という形をとったが、この追究は当時、科学的心理学において支配的だった行動主義に対する応答としての意味合いを多分に有していた。行動主義はイワン・パブロフとエドワード・ソーンダイクの強い影響下にあり、初期の最も著名な実践者にはジョン・B・ワトソンがいた。彼は、心理学が客観的な科学になるためには、被験者の観察可能な行動に基礎を置くしかないという考えを持っていた。心的出来事は観察不可能なのであるから、心理学者は心的処理過程や心そのものの記述を理論で扱うことは避けるべきだ、と方法論的行動主義者は考えたのである。しかし、バラス・スキナーのような過激な行動主義者はこの追究に反対し、科学としての心理学は心的出来事を取り扱わねばならないと主張した。したがって、当時の行動主義者は認知（または私的行動）を拒絶したというわけではなく、心という概念を説明のための作り話として用いること批判したのである（心という概念そのものを拒絶したわけではない）。認知心理学者はこの方針のもと、心的状態に対して実験的探求を行うことで、より信頼度の高い予測が可能な理論を生み出した。
「認知革命」に対する伝統的な説明では、行動主義と心的出来事が水と油の関係にあったとされてきたが、ジェローム・ブルーナーはそれを否定し、次のように述べている。
［認知革命は、］意味という概念を心理学の中心に位置づけようとする全面的な試みとして特徴づけることができる。［…］それは行動主義に対抗する革命などではなかったし、心理学研究のためのよりよい方針を打ち立てるために行動主義に少しばかり心理主義を加えて改善させることが目指されていたわけでもない。［…］認知革命の目標とは、人間が世界との出会いの中で生み出した意味という概念を発見し形式的に記述することであり、それによって意味づけ（meaning-making）という処理が何を含意するかに関する仮説を提案しようとしたのである。（Bruner, 1990, Acts of Meaning, p. 2）
しかし注意すべきは、行動主義が影響力をもったのはほとんど北米に限られており、認知革命のような反応は大部分においてヨーロッパ流の心理学の再輸入だったということである。ジョージ・マンドラーがこの観点から学説史を記述している。

## 批判
ラクマンら（Lachman, Lachman and Butterfield）が、認知心理学は革命的な起源だと主張した最初期の人物である。その後、情報処理理論の支持者と認知主義者は、認知主義（cognitivism）の興隆はパラダイムシフトであると考えた。それに反して、多くの研究者は、知ってか知らずか認知心理学は行動主義と繋がりがあると主張した。
T・H・リーヒによれば、認知科学者が革命を信じる理由は、それが自分の研究する学問の起源を正当化してくれる「建国神話」になっているからだという。また、認知主義とは新たな言語を得た行動主義に他ならず、少々モデルが変形し、関心が異なっているけれども、行動の記述、予測、そして制御を目標としている点では変わらないという論者もいる。行動主義から認知主義への変遷は段階的である。認知科学とは、行動主義を起源とし、その上に打ち立てられ、ゆるやかに進化する学問なのである。進化と構築はいまだに続いている。ポスト認知主義の項目も参照のこと。

## 関連文献

### 著作
- Baars, Bernard J. (1986) The cognitive revolution in psychology Guilford Press, New York, ISBN 0-89862-656-0
- Gardner, Howard (1986) The mind's new science : a history of the cognitive revolution Basic Books, New York, ISBN 0-465-04634-7; reissued in 1998 with an epilogue by the author: "Cognitive science after 1984" ISBN 0-465-04635-5
佐伯胖、海保博之監訳『認知革命――知の科学の誕生と展開』産業図書、1987年
- Johnson, David Martel and Emeling, Christina E. (1997) The future of the cognitive revolution Oxford University Press, New York, ISBN 0-19-510334-3
- LePan, Don (1989) The cognitive revolution in Western culture Macmillan, Basingstoke, England, ISBN 0-333-45796-X
- Murray, David J. (1995) Gestalt psychology and the cognitive revolution Harvester Wheatsheaf, New York, ISBN 0-7450-1186-1
- Olson, David R. (2007) Jerome Bruner: the cognitive revolution in educational theory Continuum, London, ISBN 978-0-8264-8402-4
- Richardson, Alan and Steen, Francis F. (editors) (2002) Literature and the cognitive revolution Duke University Press, Durham, North Carolina, being Poetics today 23(1), OCLC 51526573
- Royer, James M. (2005) The cognitive revolution in educational psychology Information Age Publishing, Greenwich, Connecticut, ISBN 0-8264-8402-6
- Simon, Herbert A. et al. (1992) Economics, bounded rationality and the cognitive revolution E. Elgar, Aldershot, England, ISBN 1-85278-425-3
- Todd, James T. and Morris, Edward K. (editors) (1995) Modern perspectives on B. F. Skinner and contemporary behaviorism (Series: Contributions in psychology, no. 28) Greenwood Press, Westport, Connecticut, ISBN 0-313-29601-4

### 学術論文
- Cohen-Cole, Jamie (2005) "The reflexivity of cognitive science: the scientist as model of human nature" History of the Human Sciences 18(4): pp. 107–139
- Greenwood, John D. (1999) "Understanding the "cognitive revolution" in psychology" Journal of the History of the Behavioral Sciences 35(1): pp. 1–22
- Miller, George A (2003). “The cognitive revolution: a historical perspective”. TRENDS in Cognitive Sciences 7 (3).
- Pinker, Steven (2011) "The Cognitive Revolution" Harvard Gazette